# Psocus
Psocus — род сеноедов из семейства древесных вшей (собственно сеноедов).

## Описание
Проксимальный отрезок CuA1 и вершина ячейки ap (m—cua1) образуют угол, так что ячейка ap пятиугольная. Рамка пениса с асимметричной вершинной лопастью. Медиальная лопасть генитальной пластинки самки длинная, узкая. Наружная створка яйцеклада округлая.

## Систематика
В составе рода:
- Psocus alticolus
- Psocus bipunctatus
- Psocus crosbyi
- Psocus cyllarus
- Psocus dolorosus
- Psocus illotus
- Psocus incomptus
- Psocus jeanneli
- Psocus lapidarius
- Psocus leidyi
- Psocus mucronicaudatus
- Psocus omissus
- Psocus oneitus
- Psocus rizali
- Psocus saghaliensis
- Psocus socialis
- Psocus vannivalvulus